# Negroroncus laevis
Negroroncus laevis es una especie de arácnido del orden Pseudoscorpionida de la familia Ideoroncidae.

## Distribución geográfica
Se encuentra en la República Democrática del Congo.